# 高松町 (名古屋市)
高松町（たかまつちょう）は、愛知県名古屋市千種区の地名。

## 歴史

### 沿革
- 1931年（昭和6年）8月1日 - 東区千種町の一部により、同区高松町として成立[3]。
- 1937年（昭和12年）10月1日 - 千種区編入に伴い、同区高松町となる[3]。
- 1979年（昭和54年）5月5日 - 吹上一丁目・千種二丁目・新栄三丁目にそれぞれ編入され、消滅[3]。